# The Mageseeker
The Mageseeker: A League of Legends Story est un jeu vidéo de rôle et d'action développé par Digital Sun et édité par Riot Forge. Jeu dérivé de la franchise League of Legends, le jeu est sorti sur Microsoft Windows, Nintendo Switch, PlayStation 4, PlayStation 5, Xbox One et Xbox Series en avril 2023.

## Système de jeu
L'histoire du jeu suit Sylas, alors qu'il s'échappe de captivité et dirige un groupe de mages rebelles pour une révolution contre le royaume tyrannique de Demacia. The Mageseeker est un jeu vidéo de rôle et d'action en 2D joué dans une vu du dessus. Sylas peut se précipiter et utiliser ses chaînes pour se tirer vers des adversaires hostiles. Il peut lancer une large gamme de sorts élémentaires, mais il peut également emprunter temporairement les capacités magiques de ses ennemis pour une utilisation unique au combat. En plus de la campagne principale, le jeu propose également des quêtes secondaires, permettant aux joueurs d'attaquer des bases ennemies ou de relever des défis en arène.

## Développement
Le jeu a été développé par le studio espagnol Digital Sun, le studio derrière Moonlighter (2018). Le jeu a été officiellement annoncé par Riot Forge en février 2023 et est sorti sur Microsoft Windows, Nintendo Switch, PlayStation 4, PlayStation 5, Xbox One et Xbox Series en avril 2023.

## Accueil
Selon l'agrégateur d'avis Metacritic, le jeu a reçu des critiques « généralement favorables » lors de sa sortie,.